# Blå ängeln (film)
För nyinspelningen från 1959, se Blå ängeln (film, 1959)
Blå ängeln (tyska: Der blaue Engel) är en tysk film från 1930. Filmen är baserad på romanen Professor Unrat av Heinrich Mann.

## Handling
Professor Immanuel Rath förälskar sig i nattklubbssångerskan Lola-Lola. De inleder ett förhållande, men när det avslöjas får professorn sparken. De två gifter sig men i avsaknad av arbete sjunker professorn så lågt att han får uppträda som clown på nattklubben.

## Om filmen
Filmen inspelades i två versioner, en på tyska och en på engelska. Blå ängeln hade premiär i Berlin den 1 april 1930. Den fick svensk premiär i Stockholm på biograf Astoria vid Nybroplan den 17 november samma år.
Filmen blev Marlene Dietrich genombrott och hon sjunger "Ich bin von Kopf bis Fuß auf Liebe eingestellt" ("Jag är från topp till tå ett kärleksstundens barn").

## Rollista i urval

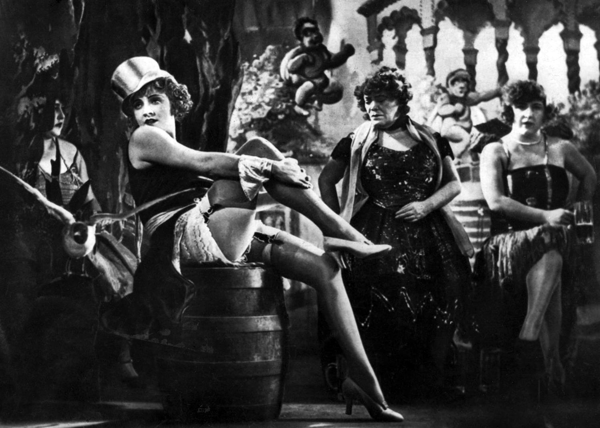
Marlene Dietrich i huvudrollen

- Emil Jannings – professor Immanuel Rath
- Marlene Dietrich – Lola Lola
- Kurt Gerron – Kiepert, trollkarlen
- Rosa Valetti – Guste, trollkarlens hustru
- Hans Albers – Mazeppa, den starke
- Reinhold Bernt – clownen
- Eduard von Winterstein – rektorn